# Radějovice (Boêmia do Sul)
Radějovice é uma comuna checa localizada na região da Boêmia do Sul, distrito de Strakonice.